# 1. deild Wysp Owczych (2014)
W roku 2014 odbyła się 71. edycja 1. deild Wysp Owczych – drugiej ligi piłki nożnej Wysp Owczych. W rozgrywkach brało udział 10 klubów z całego archipelagu. Drużyny z pierwszego i drugiego miejsca uzyskały prawo gry w Effodeildin - najwyższym poziomie ligowym na archipelagu. W sezonie 2014 były to: TB Tvøroyri oraz FC Suðuroy. Dwie ostatnie drużyny (HB II Tórshavn i EB/Streymur II zostały zdegradowane do 2. deild.

## Uczestnicy
| Uczestnicy 1. deild Wysp Owczych 2013                                                                         | Uczestnicy 1. deild Wysp Owczych 2013 | Uczestnicy 1. deild Wysp Owczych 2013 | Uczestnicy 1. deild Wysp Owczych 2013 |
| --- | ------------------------------------- | ------------------------------------- | ------------------------------------- |
| HBII | HB II Tórshavn                        | 3                                     |                                       |
| FCS | FC Suðuroy                            | 4                                     |                                       |
| B36II | B36 II Tórshavn                       | 5                                     |                                       |
| VÍKII | Víkingur II Gøta                      | 6                                     |                                       |
| EBSII | EB/Streymur II                        | 7                                     |                                       |
| KÍII | KÍ II Klaksvík                        | 8                                     |                                       |
| Spadek z Effodeildin 2013                                                                                     |                                       |                                       |                                       |
| TB | TB Tvøroyri                           | 9                                     |                                       |
| 07V | 07 Vestur                             | 10                                    |                                       |
| Awans z 2. deild 2013                                                                                         |                                       |                                       |                                       |
| ABII | AB II Argir                           | 1                                     |                                       |
| NSÍII | NSÍ II Runavík                        | 2                                     |                                       |
| Oznaczenia: - kolumna pierwsza – skróty nazw drużyn, - kolumna trzecia – miejsce zajęte w poprzednim sezonie. |                                       |                                       |                                       |

## Tabela ligowa
| Lp. | Drużyna             | M  | Z  | R | P  | Bramki | Bramki | Różn. | Pkt | Uwagi                |
| --- | ------------------- | -- | -- | - | -- | ------ | ------ | ----- | --- | -------------------- |
| 1   | TB Tvøroyri (M) (A) | 27 | 21 | 4 | 2  | 73     | 21     | +52   | 67  | Awans do Effodeildin |
| 2   | FC Suðuroy (A)      | 27 | 14 | 6 | 7  | 54     | 34     | +20   | 48  | Awans do Effodeildin |
| 3   | 07 Vestur           | 27 | 14 | 5 | 8  | 54     | 41     | +13   | 47  |                      |
| 4   | B36 II Tórshavn     | 27 | 10 | 6 | 11 | 53     | 52     | +1    | 36  |                      |
| 5   | AB II Argir         | 27 | 9  | 8 | 10 | 49     | 46     | +3    | 35  |                      |
| 6   | NSÍ II Runavík      | 27 | 10 | 4 | 13 | 54     | 52     | +2    | 34  |                      |
| 7   | Víkingur II Gøta    | 27 | 9  | 7 | 11 | 41     | 51     | −10   | 34  |                      |
| 8   | KÍ II Klaksvík      | 27 | 7  | 8 | 12 | 44     | 62     | −18   | 29  |                      |
| 9   | HB II Tórshavn (S)  | 27 | 8  | 5 | 14 | 41     | 65     | −24   | 29  | Spadek do 2. deild   |
| 10  | EB/Streymur II (S)  | 27 | 4  | 5 | 18 | 32     | 71     | −39   | 17  | Spadek do 2. deild   |